# Symphytophleps latifasciata
Symphytophleps latifasciata är en fjärilsart som beskrevs av W. Warren 1909. Symphytophleps latifasciata ingår i släktet Symphytophleps och familjen Uraniidae. Inga underarter finns listade i Catalogue of Life.